# Oak Valley (Texas)
Pour les articles homonymes, voir Oak Valley.
Oak Valley est une ville située au centre du comté de Navarro, au Texas, aux États-Unis,.

## Démographie
Lors du recensement de 2010, la ville comptait une population de 368 habitants. Elle est estimée, en 2016, à 375 habitants.

### Source de la traduction
- (en) Cet article est partiellement ou en totalité issu de l’article de Wikipédia en anglais intitulé « Oak Valley, Texas » (voir la liste des auteurs).